# Корчак (село)
Корча́к (укр. Корчак) — село на Украине, находится в Житомирском районе Житомирской области.
Код КОАТУУ — 1822083801. Население по данным официального сайта Тетеревской территориальной общины — составляет 389 человек. Почтовый индекс — 12421. Телефонный код — 412. Занимает площадь 1,416 км².
На территории Корчака находится АЗС «AMIC», два магазина, центр предоставления административных услуг Тетеревской территориальной общины, библиотека. Также на территории села расположены места для отдыха, медпункт и католический костёл.

## Местный совет
После объединения в августе 2015 года входит в состав Тетеревской территориальной общины.
Центр предоставления административных услуг: 12421, Житомирская область, Житомирский р-н, с. Корчак, ул. Чудновская, 27.

## История
Во время Великой Отечественной войны на территории Корчака и соседних сел действовал партизанский отряд им. Котовского.  На территории Корчака, Катериновки и Перлявки исследованы раннеславянский курганный могильник и три поселения VI—VII веков.